# Tim Brooke-Taylor
Timothy Julian Brooke-Taylor, detto Tim (Buxton, 17 luglio 1940 – Cookham, 12 aprile 2020), è stato un comico, attore e sceneggiatore inglese, famoso per essere stato un membro del trio comico The Goodies.

## Biografia
Oltre ad aver lavorato nello show radiofonico I'm Sorry, I'll Read Again, apparve in alcune serie televisive britanniche degli anni sessanta, come At Last the 1948 Show, Broaden Your Mind e Marty.
Visse a Berkshire, con la moglie Christine Weadon, da lui sposata nel 1968, e i due figli, Ben e Hedward.
Tim Brooke-Taylor morì nell'aprile del 2020 all'età di 79 anni, vittima delle complicazioni da COVID-19.

## Filmografia parziale

### Attore

#### Cinema
- Una su 13 (12 + 1), regia di Nicolas Gessner e Luciano Lucignani (1969)
- La statua (The Statue), regia di Rod Amateau (1971)
- Willy Wonka e la fabbrica di cioccolato (Willy Wonka & the Chocolate Factory), regia di Mel Stuart (1971)

#### Televisione
- Miss Marple (Agatha Christie's Marple) – serie TV, episodio 4x02 (2008)

### Sceneggiatore

#### Cinema
- Monty Python Live at the Hollywood Bowl, regia di Terry Hughes e Ian MacNaughton (1982)

#### Televisione
- The Frost Report – serie TV, 27 episodi (1966-1967)
- Twice a Fortnight (1967)
- At Last the 1948 Show – serie TV, 13 episodi (1967)
- Marty – serie TV, 4 episodi (1968-1969)
- Broaden Your Mind – serie TV, 13 episodi (1968-1969)
- The Goodies – serie TV, 76 episodi (1970-1982)

## Opere
- Rule Britannia: The ways and world of the true British gentleman & patriot
- Tim Brooke-Taylor's Golf Bag
- Tim Brooke-Taylor's Cricket Box